# Multi Theft Auto
Multi Theft Auto (MTA) modifikacija je igre Grand Theft Auto: San Andreas za više igrača. Sastoji se od raznih mini igrara, kao np. Dayz, Race, Cops and Robbers, RolePlay.
Ova igra je nastala 2000. godine, kao modifikacije igre Grand Theft Auto III za više igrača.

## Spoljašnje veze
- Званични веб-сајт